# 水府增七
獵戶座74，又名BD+12 1084，HD 43386、SAO 95476、HR 2241，是獵戶座的一颗恒星，视星等为5.04，位于銀經198.04，銀緯-2.03，其B1900.0坐标为赤經6h 10m 49.6s，赤緯+12° -2.03′ 0″。